# Salomon adorant les idoles
 (avril 2016).
Salomon adorant les idoles est une œuvre de Jacques Stella réalisée en 1647. Cette peinture relate l'histoire de la vieillesse de Salomon, roi d'Israël selon la Bible hébraïque. Salomon est représenté ici comme un roi frivole, aimant faire la fête. Cette œuvre fait référence à une autre œuvre du même artiste, Salomon devant la reine de Saba, qui évoque au contraire la jeunesse plus sage de Salomon. Jacques Stella est un peintre classique français né en 1596 à Lyon. Il doit son inspiration à son voyage en Italie et fut influencé par le peintre Nicolas Poussin qu'il rencontra durant son voyage.

## Description et analyse de l'œuvre
Salomon adorant les idoles illustre un épisode du Livre des Rois dans l'Ancien Testament. Ce tableau montre Salomon à la fin de sa vie lorsqu'il se détourna des commandements de Dieu. Il se soumit ainsi aux caprices des femmes étrangères à son harem, qui avaient chacune un Dieu. Pour leur plaire, Salomon leur fit construire des sanctuaires pour leurs idoles, Murdoch et Astarté, à qui il fit lui-même des offrandes.
De toutes les œuvres de Jacques Stella, deux se font écho : Salomon adorant les idoles et Salomon recevant la Reine de Saba. Ces deux tableaux témoignent de deux personnalités différentes de Salomon. Salomon adorant les idoles est une œuvre qui montre la folie de Salomon à la fin de sa vie. Il se livre à la fête et à la débauche. C'est une scène nocturne contrairement à Salomon recevant la Reine de Saba qui est une scène beaucoup plus lumineuse. Salomon adorant les idoles est une scène d'idolâtrie dans laquelle les personnages sont en mouvement, comme une danse. Ce jeu de courbes est accentué par la lumière. Celle-ci modifie aussi la couleur des vêtements. C'est une peinture historique à multiples personnages, avec une construction artistique complexe. 
Salomon adorant les idoles est une œuvre inspirée du tableau de Nicolas Poussin, Le Jugement de Salomon. Pourtant, Jacques Stella se distingue par l'utilisation de coloris rares et de nombreux motifs. Il renonce au pathétique.

## Les différents collectionneurs
Aucun amateur lyonnais contemporain du peintre n'est connu. En revanche, il y a plusieurs amateurs connus au XVIIe et début du XVIIIe siècle. Salomon adorant les idoles a été répertorié au XVIIe siècle dans le testament de la nièce de Jacques Stella, Claudine Bouzonnet-Stella, qui a été rédigé en 1693. À sa mort, elle en fit don à son cousin issu de germain, Claude Perichon, avocat lyonnais.

## Critiques
Dans Discours sur l’Histoire universelle, Bossuet voit dans l'œuvre de Stella la condamnation de la liberté des mœurs à la cour. Bossuet place l'amour de Dieu au dessus de tout autre et prône la fidélité. Selon lui, Salomon recevant la reine de Saba rend gloire à Dieu tandis que Salomon adorant les idoles montre la piété perdue.